# Supercúmulos de Hércules
Los Supercúmulos de Hércules son un conjunto de dos cercanos supercúmulos de galaxias.
En relación con otros supercúmulos locales, los Supercúmulos de Hércules se considera particularmente grande, siendo aproximadamente 330 millones de años luz de diámetro.
Los supercúmulos Hércules están cerca del Supercúmulo de Coma, ayudando a compensar parte de la Gran Muralla. Esta región incluye los siguientes cúmulos: Abell 2147, Abell 2151, Abell 2152. 